# 马塞尔·德普雷
马塞尔·德普雷（法語：Marcel Desprets，1906年8月19日—1973年3月12日），生于聖康坦，法国男子击剑运动员。他曾获得1948年夏季奥运会击剑比赛男子重剑团体金牌。他于1973年在布里尼奥勒去世。